# Cossoninae
Cossoninae Schönherr, 1825 è una sottofamiglia di coleotteri appartenente alla famiglia Curculionidae.

## Biologia
La maggior parte delle specie di questa sottofamiglia sono xilofagi che vivono al di sotto della corteccia o all'interno del legno di alberi morti o semi-morti, svolgendo un ruolo importante per la resilienza degli ecosistemi forestali.

## Tassonomia
Comprende le seguenti tribù e sottotribù:
- tribù Acamptini LeConte, 1876
- tribù Acanthinomerini Voss, 1972
- tribù Allomorphini Folwaczny, 1973
- tribù Aphyllurini Voss, 1955
- tribù Araucariini Kuschel, 1966
- tribù Choerorhinini Folwaczny, 1973
- tribù Cossonini Schönherr, 1825
- tribù Cryptommatini Voss, 1972
- tribù Dryotribini LeConte, 1876
- tribù Microxylobiini Voss, 1972
- tribù Nesiobiini Alonso-Zarazaga and Lyal, 1999
- tribù Neumatorini Folwaczny, 1973
- tribù Onychiini Chapuis, 1869
- tribù Onycholipini Wollaston, 1873
- tribù Pentarthrini Lacordaire, 1865
- tribù Proecini Voss, 1956
- tribù Pseudapotrepini Champion, 1909
- tribù Rhyncolini Gistel, 1848
  - sottotribù Phloeophagina Voss, 1955
  - sottotribù Pseudomimina Voss, 1939
  - sottotribù Rhyncolina Gistel, 1848
- tribù Tapiromimini Voss, 1972

### Alcune specie

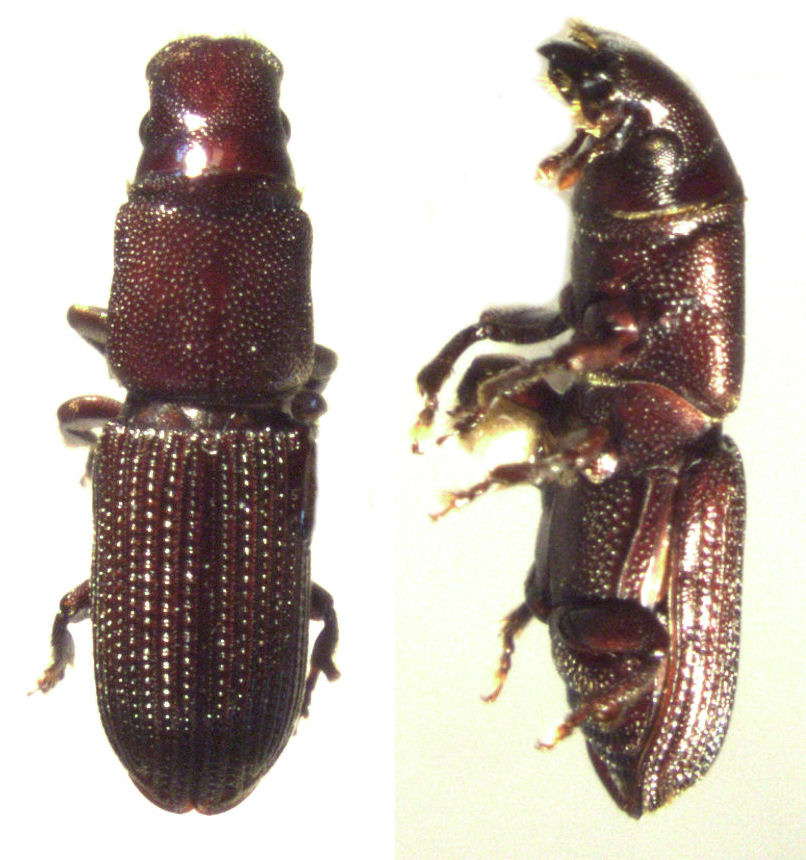
Xenocnema spinipes (Allomorphini)
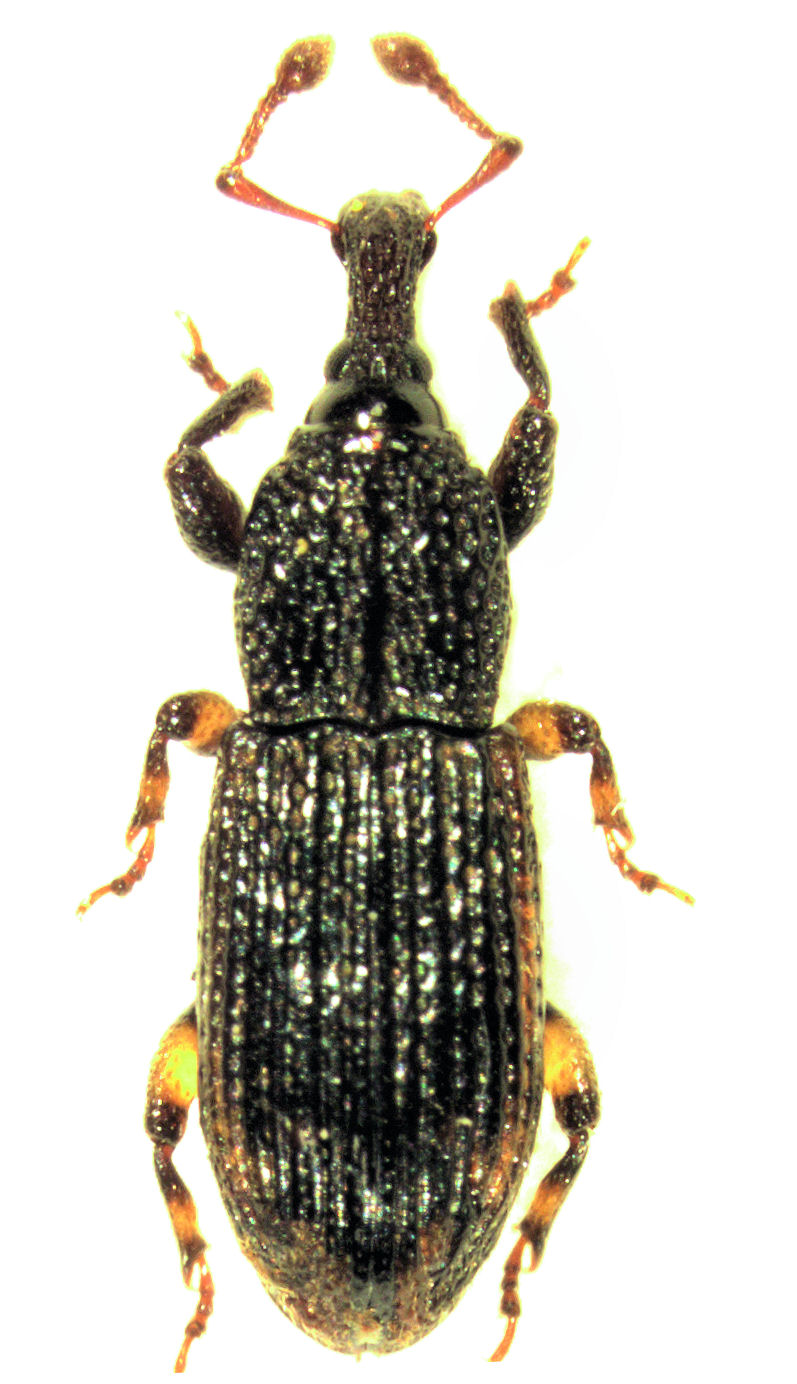
Exomesites optimus (Conossini)
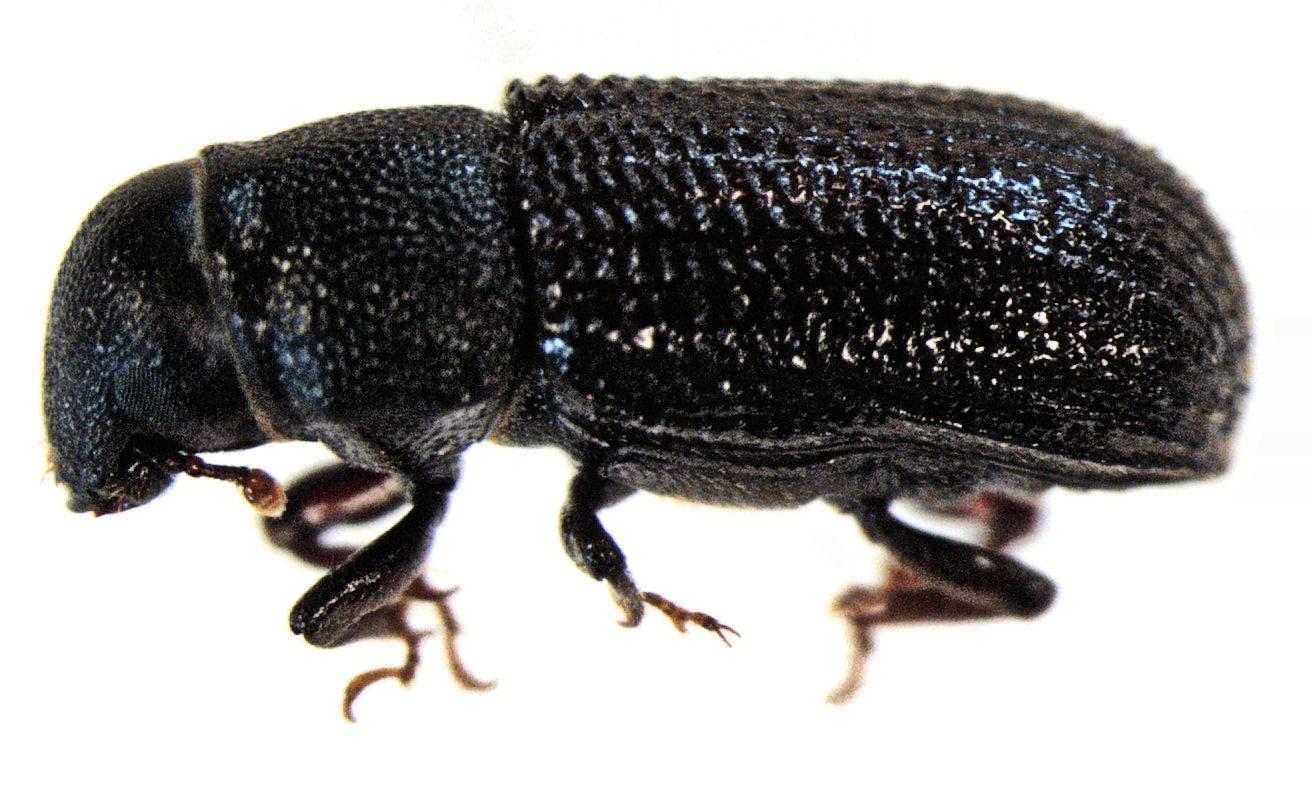
Stenoscelis hylastoides (Onycholipini)
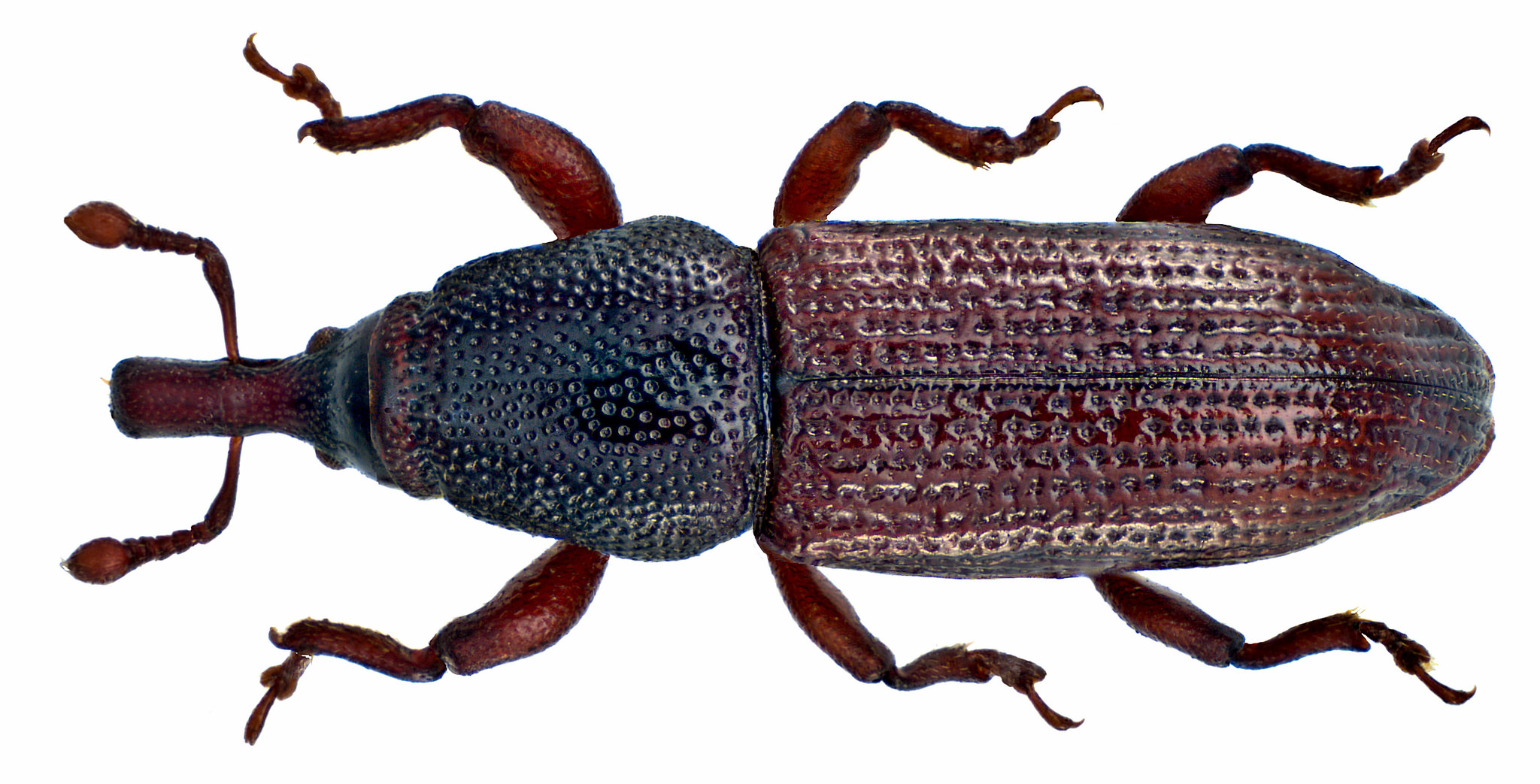
Pentarthrum huttoni (Pentarthrini)
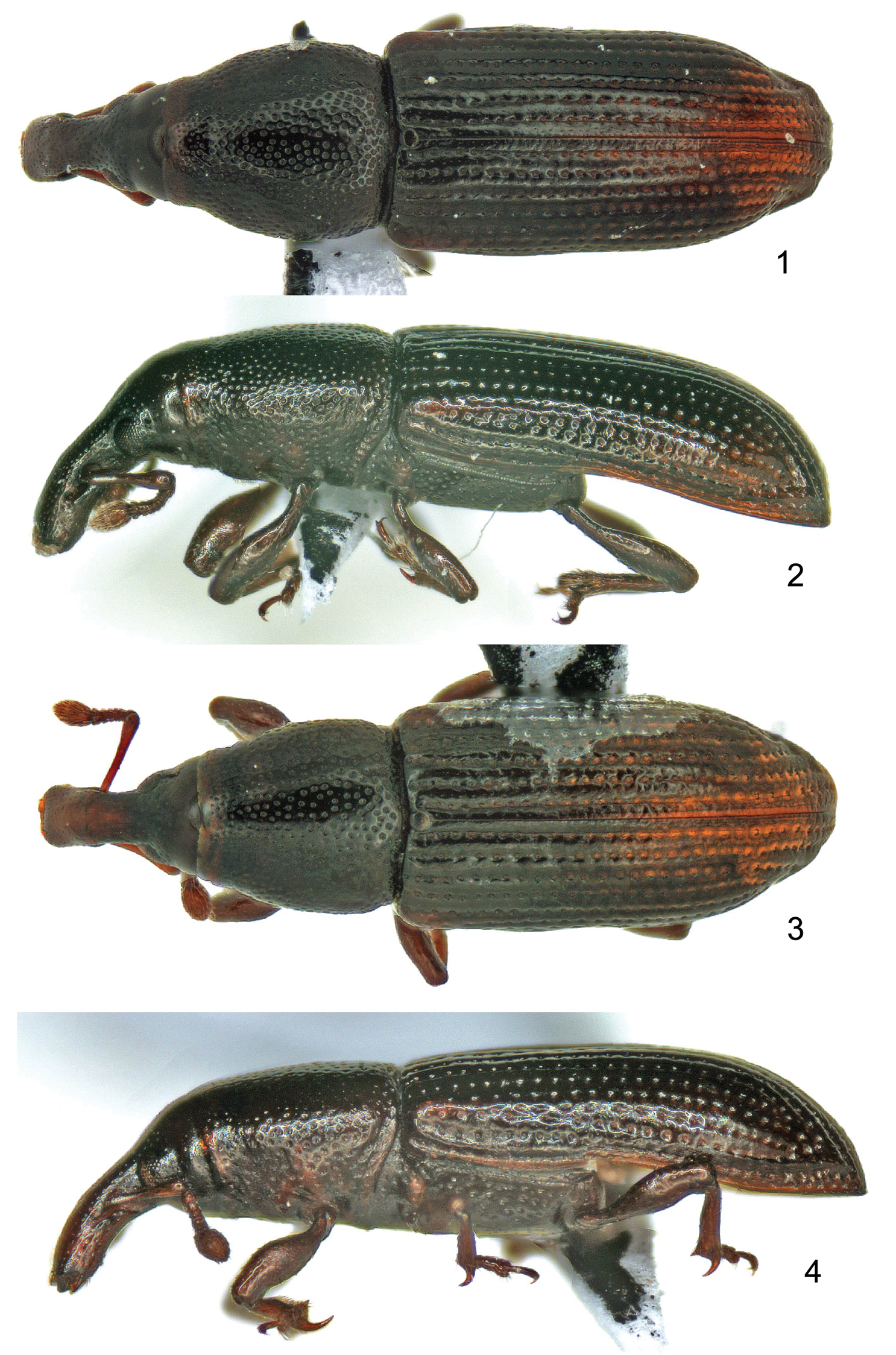
Orthotemnus longitarsus (Proecini)
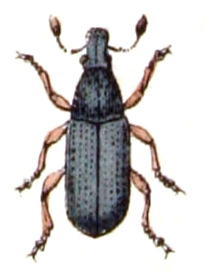
Rhyncolus ater (Rhyncolini)